# Princesa Peach
La princesa Peach (ピーチ姫 Pīchi-hime?) es un personaje de la franquicia de videojuegos de Mario de Nintendo. Fue creada por Shigeru Miyamoto y presentada en el juego original Super Mario Bros. de 1985 como la Princesa Toadstool. Ella es la princesa reinante y jefa de estado del Reino Champiñón, donde reside en su castillo junto con los Toads. Desde su debut, ha aparecido en la mayoría de los videojuegos de Mario como protagonista femenina y su interés romántico. Samantha Kelly le ha dado su voz desde 2007.
Como personaje femenino principal de la serie Super Mario, el papel de Peach es típicamente el de la damisela en apuros que es secuestrada por el antagonista principal de la serie, Bowser. En la mayoría de los juegos, su papel es el de prisionera hasta que Mario la rescata. En varios juegos multijugador de la serie, es un personaje jugable, como Super Mario 3D World y Super Mario Bros. Wonder. Fuera de la serie, ha aparecido como protagonista y personaje jugador de varios videojuegos, incluidos Princess Toadstool's Castle Run, Super Princess Peach y Princess Peach: Showtime!. Hace apariciones regulares como personaje jugable en spin-offs de Mario y otras series de videojuegos, incluidos los juegos de Mario Sports, Mario Kart, Mario Party, Paper Mario y la serie de juegos de lucha Super Smash Bros..
Peach es una de las protagonistas femeninas más conocidas de la historia de los videojuegos, habiendo aparecido en más títulos que cualquier otro personaje femenino. También ha aparecido en productos oficiales, cómics y series animadas. En la película de Super Mario Bros. (2023), Anya Taylor-Joy le presta su voz. Peach ha recibido críticas dispares, con muchos comentarios criticándolo por su papel recurrente de princesa a la espera de ser rescatada. La crítica la ha descrito como uno de los personajes femeninos más icónicos e influyentes de los videojuegos.

## Diseño y características

### Apariencia física y vestimenta

El emblema de Peach es usado para representarla en muchos juegos.

La princesa Peach tiene el cabello rubio y lacio, ojos azules, es de complexión delgada y una piel blanca. En los juegos de la saga y spin offs, Peach es más alta que la mayoría de los personajes humanos, los únicos que son más altos que ella son Rosalina, Pauline y Waluigi.
Por lo general usa un vestido color rosa, el cual cuenta con adornos de volantes, mangas cortas hinchadas y faldón con múltiples capas de enaguas. Sus accesorios son zapatos de tacón de color rojo, guantes largos blancos, un broche de zafiro, aretes de zafiro y una corona dorada adornada con zafiros y rubíes.
En los juegos deportivos, lleva un conjunto deportivo (de un tono rosa más claro que el que suele llevar), que va desde shorts, una camiseta sin mangas, zapatos deportivos y calcetas blancas. En Mario Tennis de Nintendo 64 lleva un minivestido rosa, calcetines largos blancos y zapatos color naranja. En los juegos posteriores de Mario Tennis, también en los de Mario Golf, también usa minivestido pero con un borde fucsia alrededor de la parte inferior, calcetas blancas y zapatos rosas. En Super Mario Sunshine lleva un vestido sin mangas color rosa pálido pastel, sin guantes y con un brazalete dorado en su mano izquierda, debido a la ambientación tropical del juego; en este mismo juego usa por primera vez su peinado de cola de caballo. En Mario Kart Wii usa un overol blanco con rayas rosas cuando maneja motocicletas; en Mario Kart 8 y Mario Kart 8 Deluxe también usa el overol cuando maneja motocicletas y cuatrimotos.
En Super Mario Strikers, usa una blusa ombliguera rosa de manga corta, guantes blancos, zapatos grises y calcetines rosas. En el caso de Mario Strikers Charged, se agrega una armadura al conjunto debido a la mayor intensidad del juego. Su combinación de colores sigue siendo rosa, con detalles en azul y amarillo.
En Mario & Sonic at the London 2012 Olympic Games y Mario & Sonic at the Rio 2016 Olympic Games usa un leotardo rosa para competencias de gimnasia, también sirve como traje de baño y lo usa para competencias de natación. Para Mario & Sonic at the Olympic Winter Games y Mario & Sonic at the Sochi 2014 Olympic Winter Games usa un traje de invierno que consiste en un minivestido rosa sin mangas con un borde blanco alrededor de la parte inferior, leggings y mangas largas rosa oscuro, así como guantes y botines blancos. En Mario & Sonic at the Olympic Games Tokyo 2020 su vestimenta cambia teniendo unos shorts blancos con líneas rosadas y una blusa ombliguera rosa con líneas blancas, así como también usa varios trajes para otros eventos.
En Mario Golf: Super Rush lleva una camiseta rosa de manga corta, una falda blanca con un cinturón azul, un guante rosa en su mano izquierda, zapatos blancos y no usa calcetas. En Dr. Mario World usa un traje de doctora que consiste en una camisa blanca, falda rosa, una bata rosa, zapatos blancos y no lleva su característica corona.

### Personalidad y rol
El nombre de «Peach» quiere decir melocotón en inglés, porque ella es tan dulce como dicha fruta, (detalle que la caracteriza). La princesa tiene afinidad por el color rosa y ha demostrado ser una clásica dama y una buena monarca, siempre risueña y simpática con el resto de personajes de la saga, excepto los enemigos.
Peach siempre ha sido caracterizada como la regente del Reino Champiñón, en el cual nunca ha se ha mencionado un rey o reina. No obstante, el manual de Super Mario Bros. y algunos cómics oficiales mencionan al rey del Reino Champiñón como el padre biológico de la princesa, pero nunca mencionan a la reina, su madre. 
Cuando es secuestrada por Bowser siempre cunde el pánico y el caos en el castillo a causa de su desaparición. Peach ha sido secuestrada por varias ocasiones, y Mario y Luigi siempre han ido a rescatarla. Sin embargo, se cambiaron los roles en el videojuego Super Princess Peach para Nintendo DS, siendo esta vez ella con el papel de heroína la que rescata a Mario y al resto de compañeros.

### Habilidad
En Mario & Luigi: Viaje al Centro de Bowser, Peach tiene poderes telequinéticos al enviar a Bowser a la otra punta del Reino Champiñón y los usa también antes de la batalla final de Mario & Luigi: Dream Team Bros.

## Concepto y creación
En la aparición inicial de la princesa Peach, fue dibujada por Shigeru Miyamoto. Más tarde, Miyamoto pidió a Yōichi Kotabe que redibujara a Peach siguiendo sus instrucciones. Él le había pedido a Kotabe que dibujara sus ojos para que fueran «un poco como un gato» y que debería lucir «terca, pero linda». Bajo la influencia de Kotabe, la princesa Peach ha cambiado considerablemente a través de su sistema de juego. 
En un principio, Peach iba a ser considerada como un personaje rubio en Super Mario Bros.. Sin embargo, cuando este juego fue lanzado al mercado, la princesa tenía el cabello rojo oscuro y un vestido blanco con franjas rojas; esto se debía a la limitación de colores 8-bit en aquella época. En Super Mario Bros. 2 y Super Mario Bros. 3 su vestido es de color rosa pero su cabello siguió siendo rojo. A partir de Super Mario World su cabello es rubio.
Hasta cierto tiempo, Peach fue conocida fuera de Japón como "princesa Toadstool" (traducido a veces en español como Princesa Seta), cuyo motivo de este cambio fue con fines de marketing del juego. Después del lanzamiento internacional Yoshi's Safari en 1993, se da conocer el verdadero nombre de Peach.
A pesar de que Peach sea un personaje jugable en la mayoría de los spin-offs de Mario, como Mario Party, Mario Kart, Super Smash Bros. y varios juegos deportivos, y ser la protagonista en Super Princess Peach, no fue un personaje jugable en New Super Mario Bros. Wii porque no se había encontrado una mecánica satisfactoria 3D para usar su vestido. En el año 2013, la Princesa Peach se incluye como personaje seleccionable en el género de plataformas, formando parte de los protagonistas de Super Mario 3D World.

## Apariciones

### Juegos de plataforma
- Super Mario Bros.: es el primer juego donde aparece Peach. Aquí cumple el rol de damisela en apuros que es capturada por un ser maligno llamado Bowser. Es llevada a los diferentes mundos que hay en el juego hasta que en el mundo 8 es rescatada por Mario y Luigi. Peach se lo agradece al final del juego, y presenta al jugador un nuevo reto, el cual consiste en jugarlo otra vez desde el principio pero cambiando a los Goombas por Buzzy Beetle.
- Super Mario Bros.: The Lost Levels': cumple el mismo rol que su predecesor, siendo secuestrada por Bowser y más tarde rescatada en el mundo 8 por Mario y Luigi, y rescatada por segunda vez en el mundo D.
- Super Mario Bros. 2: aquí Peach (junto con Mario, Luigi y Toad) es un personaje controlable, en el cual se caracteriza por su salto flotante y gran velocidad. Debe derrotar a Wart, el villano principal del juego.
- Super Mario Bros. 3: Peach se encuentra bien al principio del juego hasta que Mario y Luigi finaliza el mundo 7. Entonces, el rey de esa zona les dará una carta en la que Bowser dice que ha secuestrado a la princesa. Vuelve a ser rescatada en el mundo 8 tras derrotar a Bowser.
- Super Mario World: en este juego, Mario, Luigi y Peach de vacaciones a la Isla Dinosaurio, pero es secuestrada de nuevo por Bowser. Mario y Luigi con los Yoshis deben atravesar los niveles. Al final será rescatada por Mario, Luigi y Yoshi en el mundo 7, pero puede ser considerada en el mundo 8 porque es un castillo por mundo.
- Super Mario 64: en este juego, Peach invita a Mario a comer un pastel, pero es secuestrada en su propio castillo por Bowser. Si se consiguen las primeras 70 Superestrellas, Mario podrá derrotar a Bowser y rescatarla.
- Super Mario Sunshine: aquí, Peach y Mario van de vacaciones a Isla Delfino. Un personaje parecido a Mario llamado Shadow Mario, secuestra a Peach. Más tarde, Shadow Mario revela su verdadera identidad: se trata de Bowser Jr., hijo de Bowser. Este le hizo creer a su hijo que Peach es su madre, que Mario es malvado y que debe rescatarla de él. Finalmente, Mario derrota a Bowser y Bowser Jr., rescata a la princesa y los dos comienzan a disfrutar sus vacaciones en la isla.
- Super Mario 64 DS: es un remake de Super Mario 64. Al igual que en el juego original, Peach es secuestrada en su propio castillo por Bowser, pero en esta ocasión, los personajes controlables son Mario, Luigi, Wario y Yoshi. Cuando se consigan las primeras 80 Superestrellas, se podrá rescatar a Peach, sin embargo, el único que puede rescatarla es Mario, debido a que Bowser les prohíbe el acceso a Luigi, Wario y Yoshi. En este remake, Peach tenía un peinado de cola de caballo amarrada a una liga de color azul.
- New Super Mario Bros.: Peach es secuestrada por Bowser Jr. y Mario debe rescatarla.
- Super Mario Galaxy: el castillo de Peach es levantado hacia el espacio exterior por Bowser, quien la secuestra. Mario debe ir a varias galaxias para reunir varias Superestrellas y poder derrotar a Bowser.
- New Super Mario Bros. Wii: aquí, Mario, Luigi y dos Toads celebran el cumpleaños de Peach, pero es secuestrada por los Koopalings y Bowser Jr., como se ve en el inicio del videojuego, en donde empieza la trama y al final es salvada en el mundo 8.
- Super Mario Galaxy 2: Bowser secuestra a Peach, llevándola al centro del universo y Mario debe rescatarla consiguiendo varias Superestrellas para derrotar a Bowser.
- Super Mario 3D Land: Bowser vuelve a secuestrar a Peach y Mario debe rescatarla.
- New Super Mario Bros. 2: Peach es secuestrada por los Koopalings. Mario y Luigi deben recolectar varias monedas a lo largo del Reino Champiñón para salvar a Peach.
- New Super Mario Bros. U: Peach es secuestrada en su propio castillo por Bowser y Mario, Luigi y dos Toads acuden en su rescate.
- Super Mario 3D World: Peach aparece en este juego como personaje controlable, junto a Mario,Luigi,Toad y Rosalina. Puede usar su habilidad de Super Mario Bros. 2 para permanecer un tiempo flotando en el aire. Ahora cuenta con más transformaciones, como la de Fuego, Gato, entre otros.
- Super Mario Maker: Peach aparece como personaje jugable pero hay que poner su amiibo de la colección Super Smash Bros para poder jugar con ella solo en 8 bits.
- Super Mario Odyssey: en este juego lanzado para Nintendo Switch el año 2017, la princesa Peach se convierte la amada de Bowser para casarse con él en contra de su voluntad. Al final, Mario la salva de su boda nupcial con Bowser.
- Super Mario Maker 2: en su secuela no tiene compartición de los amiibo ya que tiene modo historia y Peach debe ser rescatada creando niveles y mundos jugando con Mario,Luigi,Toad y Toadette.
- Super Mario Bros. Wonder: Peach vuelve aparecer como personaje jugable.

### Serie RPG
- Super Mario RPG: Legend of the Seven Stars: en este juego, Peach debe ayudar a Mario y sus compañeros de viaje a reunir los 7 Trozos de Estrella y derrotar al villano principal del juego, Smithy.
- Paper Mario: Peach invita a Mario a su castillo, cuando ambos se encuentran, el castillo es levantado hasta el cielo. De repente aparece Bowser, el cual robó un objeto llamado Varita Estelar. Bowser derrota a Mario con ese objeto y secuestra a la princesa. Después Mario tendrá que conseguir a los siete Espíritus Estelares para rescatar a Peach. En este juego, Peach es controlable, pero solo después de que Mario termina un capítulo, durante estos segmentos, Peach debe merodear por su castillo para encontrar pistas de donde se encuentran cada uno de los siete Espíritus Estelares.
- Paper Mario: la puerta milenaria: Peach envía a Mario un mapa mágico, pero es secuestrada por Sr Grodus (Lord Xenón), el cual quiere conseguir los siete Cristales Estelares y revivir a un viejo demonio. En el capítulo 8, Peach es poseída por el demonio, pero Mario logra derrotarlo y rescatarla. Al igual que en Paper Mario 64, Peach es controlable después de que Mario termina un capítulo.
- Super Paper Mario En este juego, Peach, Bowser y Luigi son secuestrados por Conde Bleck, el cual obliga a Peach a casarse con Bowser. Peach no acepta, pero es hipnotizada para que acepte. Esto causa el origen de un agujero negro que con el paso del tiempo crece más y absorbe lentamente el universo. Peach es controlable en este juego, puede flotar a través de largas distancias y bloquear ataques con su paraguas.
- Mario & Luigi: Paper Jam: Peach aparece como 2 personajes diferentes: Una en su versión "Mario & Luigi RPG", y la otra en versión de papel. Ambas cumplen roles principales dentro de la historia del juego.
- Super Mario RPG (Remake): en este remake regresa, Peach aparece como personaje jugable.
- Mario & Luigi: Brothership: Peach aparece al principio, siendo uno de los residentes del Reino Champiñón que han sido absorbidos hacia el mundo de Concordia. Allí, deambula por una de las islas nacidas tras la fragmentación del continente hasta que Mario y Luigi la rescatan y la llevan a Isla Nao. Se une de manera temporal a un grupo de niños Concordianos llamados Los Remolones (IDLE en inglés) con los cuales zarpa en busca de información que sirva a los hermanos en su misión de reunificar el continente.

#### SerieMario + Rabbids
- Mario + Rabbids Kingdom Battle: Peach reaparece como personaje jugable en Mario + Rabbids Kingdom Battle . Peach, junto con Mario, Luigi y Yoshi, fueron absorbidos por el vórtice que unía a los Rabbids con el Reino Champiñón al comienzo del juego, y luego se regocijaron cuando Mario regresó sano y salvo. Más tarde liberó a Mario y a uno de sus compañeros Rabbid de Icicle Golem en el nivel It Came From the Freezer, y luego se une como personaje jugable. El arma principal de Peach es un Boomshot, un arma de corto alcance que puede alcanzar a más de un objetivo frente a ella, y su arma secundaria es un Grenaduck. Los súper efectos de sus armas son Burn y Freeze. Peach tiene ataque y defensa equilibrados con alta movilidad, poseyendo el segundo punto de salud más alto después de Yoshi. Su Team Jump puede curar a los héroes dentro del radio de aterrizaje. Sus técnicas son un disparo de reacción llamado Royal Graze and Protect, que le permite proteger a sus aliados del daño absorbiendo parte (si no todo) de su daño. Además, tiene a su homólogo Rabbid, Rabbid Peach, que se pone celoso de que Peach esté con Mario todo el tiempo.

- Mario + Rabbids Sparks of Hope: Peach regresa como personaje jugable en Mario + Rabbids Sparks of Hope. Ahora empuña el Boom-Brella, [10] un arma en forma de paraguas con un cañón adjunto que dispara un poderoso ataque de cono. Su técnica es Team Barrier, que protege a sus aliados de manera similar a Protection. Este efecto también se aplica con su habilidad desbloqueable Barrier Jump.

### Serie Mario Party
Peach aparece como personaje jugable en todos los juegos de esta serie, sin excepción.

### Serie Mario Kart
Peach es un personaje jugable en todos los juegos de esta serie. En algunos pertenece a la categoría de personajes ligeros, pero en otros es de peso medio siendo su fuerte la velocidad en las curvas y la agilidad combinada con Power Ups.
En Super Mario Kart, Mario Kart 64 y Mario Kart Super Circuit lleva el cabello suelto y desde Mario Kart Double Dash!! usa cola de caballo.
En Mario Kart Tour aparece como personaje desbloquable desde el lanzamiento del juego, al igual que Daisy, conserva su ítem de Mario Kart Double Dash!!.
En el juego aparecen algunas variantes megasingulares, las cuales son: Peach Kimono, Peach Vacaciones, su versión metálica Peach de Oro Rosa, Peach Invierno Peach aventurera, Peach Novia, Peach Halloween, Peach Felina, Peach Happi, Peach Yukata y Dra Peach.
- Mario Kart Wii: Peach conduce nuevamente una motocicleta. Usa un traje de motociclista de color blanco con líneas rosadas, pero además en Mario Kart 8 lleva un traje de motociclista de color frutilla.

### Serie deportiva
Peach aparece como personaje jugable en todos los juegos deportivos de Mario, tales como en la saga Mario Tennis (y sus secuelas), Mario Golf (y sus secuelas), Mario Superstar Baseball, Mario Super Sluggers, Super Mario Strikers, Mario Strikers Charged, Mario & Sonic at the Olympic Games (y sus secuelas) y Mario Sports Mix.

### Serie Super Smash Bros.
Super Smash Bros. 64/Super Smash Bros. Melee/Super Smash Bros. Brawl/Super Smash Bros. 4/Super Smash Bros. Ultimate
Peach es uno de los personajes seleccionables siendo más alta desde el principio para las entregas de Super Smash Bros.; a partir de Ultimate es desbloqueable, con excepción de Super Smash Bros. 64. Se caracteriza por poder flotar en el aire lo que le da buena ventaja al ser arrojada y poder regresar. Sus habilidades son:
- Movimiento especial normal: Toad (permite contrarrestar un ataque y devolverlo).

- Movimiento especial lateral: bomba Peach (ataque explosivo).

- Movimiento especial hacia arriba: sombrilla (brinca en el aire con su sombrilla y la despliega permitiéndose caer lenta y controladamente).

- Movimiento especial hacia abajo: verdura (saca una verdura del piso como las que hay en Super Mario Bros. 2; a veces con suerte saca una bomba).

- Smash final: flor de melocotón (todos los oponentes se duermen y aparecen por el escenario un montón de melocotones que hacen recuperar salud).

### Juegos protagonizados por Peach
Super Princess Peach: en este juego de plataformas lanzado en el año 2005, Peach aparece como personaje controlable. Además, fue en este mismo videojuego donde por primera vez que se presenta como la protagonista.
Su misión es  salvar a Mario, Luigi y Toad de las garras de Bowser y la obligará a defenderse está acompañada durante el viaje por Perry, una sombrilla mágica que le es estregada a Peach por Toadsworth. Peach utiliza sus emociones de alegría, tristeza, enfado y calma a lo largo de sus aventuras y cuando estas sean necesarias.
Princess Peach: Showtime!: fue anunciado y mostrado en los Nintendo Direct de junio 2023 y septiembre de 2023 un juego de Peach para marzo del 2024.
Junto con Lucy, su misión es salvar el teatro que se adueñó gracias a la malvada Grapes.

## En otros medios

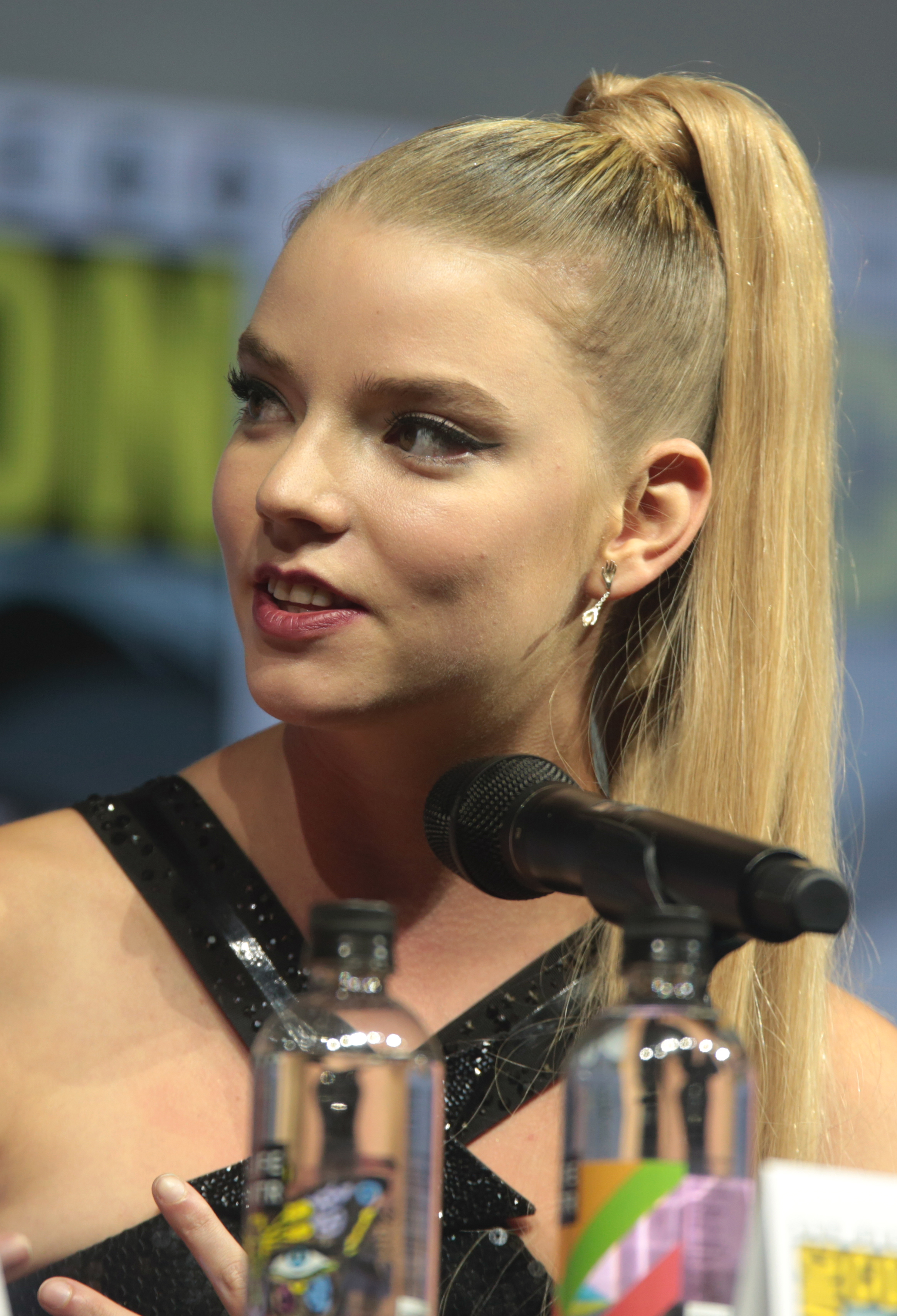
Anya Taylor-Joy, actriz de voz de Peach desde Super Mario Bros.: La película

Peach tiene la voz de Anya Taylor-Joy en la adaptación cinematográfica de 2023. Su elección, junto con el resto del elenco principal, se anunció a través de un Nintendo Direct en septiembre de 2021. En una entrevista de octubre de 2021, Anya expresó su entusiasmo por asumir el papel: "Oh, es tanto divertido. [...] La mejor parte es que puedo decir que estoy haciendo la tarea o trabajo o investigando simplemente jugando. [...] La base de seguidores es tan inmensa, por supuesto, que tengo que hacerlo".